# Havran
Havran là một huyện thuộc tỉnh Balıkesir, Thổ Nhĩ Kỳ. Huyện có diện tích 543 km² và dân số thời điểm năm 2007 là 27711 người, mật độ 51 người/km².